# Dioni Guerra
Dioni José Guerra Ford (parfois orthographié Diony), né le 27 septembre 1971 à Puerto La Cruz au Venezuela, est un ancien footballeur vénézuélien.

## Biographie

### En club
Dioni Guerra évolue au Venezuela et au Chili. Il dispute 34 matchs en première division chilienne, inscrivant 10 buts.
Il remporte au cours de sa carrière trois titres de champion du Venezuela.
Il dispute également 13 matchs en Copa Libertadores, sans inscrire de but.

### En équipe nationale
Dioni Guerra reçoit neuf sélections en équipe du Venezuela entre 1993 et 1997, inscrivant un but.
Il participe avec le Chili à la Copa América 1995 organisée en Uruguay. Lors de cette compétition, il ne joue qu'un seul match.
Il dispute par la suite six matchs rentrant dans le cadre des éliminatoires du mondial 1998. Il inscrit un but lors de ces éliminatoires.

## Palmarès
- Champion du Venezuela en 2003 et 2004 avec le Caracas FC ; en 2005 avec l'UA Maracaibo